# 黒潮会
黒潮会（こくちょうかい）は、日本の海軍省を担当していた記者クラブである。1894年（明治27年）頃創設の潮沫会（ちょうまつかい）を前身とし、平時の軍政から有事の戦況まで日本海軍に関する新聞報道に携わった。

## 沿革
黒潮会の前身である海軍省記者クラブの潮沫会が誕生したのは、日露戦争のときである。日清戦争に関連して設立された最古の記者クラブとされる同盟新聞記者倶楽部、最初期の専門記者クラブである外務省担当の霞倶楽部や陸軍省・参謀本部担当の北斗会よりは後であった。
潮沫会は1904年に設立され、日露戦争の際は、海軍省からの公報の提供や記者説明会（ブリーフィング）は潮沫会を通じて実施されていたが、設立3か月後に、潮沫は沈没を連想させ不吉であるとして黒潮会と改称した。1925年（大正14年）5月時点での会員数は、33人（各社1人）であった。なお、1924年（大正13年）には、海軍省の広報部門として海軍軍事普及委員会（1932年に軍事普及部と改称）が設置され、黒潮会への対応窓口となっている。
昭和初期には、海軍が比較的に政治色に乏しかったことから、報道関係者の間で黒潮会が重視されない時期もあった。しかし、1937年（昭和12年）に日中戦争が開始されると注目が集まり、特に政治的影響の大きい山本五十六海軍次官の会見参加のため黒潮会員となる者が現れ、次官会見は立ち見が出る盛況となった。そこで、『東京朝日新聞』・『都新聞』・同盟通信社の記者が中心となり、弱小報道機関の記者を除名する会員整理を行った。『東京朝日新聞』の杉本健によれば、株式投資家に情報提供することを目的とした会員も1人か2人あり、そうした悪質会員を粛清して新聞記者の体面を正すことで海軍に対する発言力を強化する意図だったという。
また、日中戦争開始後、戦況報道など社会面の海軍関連記事が多くなったが、黒潮会は政治部記者のみを受け入れていたため、社会部記者から不満が出るようになった。海軍大臣官房でも社会部記者にはオフレコが通用しないと懸念していたが、日中開戦後に設置された大本営海軍報道部（海軍省軍事普及部と兼務）も加わっての交渉の結果、黒潮会とは別に社会部記者室が設置された。その後、太平洋戦争開始と同時の1941年（昭和16年）12月8日に社会部記者も黒潮会への正式加入が認められた。なお、その直前の同年11月28日には「新聞の戦時体制化に関する件」が閣議決定され、これを受けた新聞連盟の規約により12月中旬から記者クラブは各省庁に原則として1個へと制限されている。
戦時中には、軍属として徴用された従軍記者である海軍報道班員制度が誕生したが、黒潮会と直接の関係は無い。

## 海軍との関係
黒潮会は、海軍からの便宜として、海軍省庁舎内1階入口左に10坪弱の1室を供与されていた。同庁舎の2階が大臣室など海軍省関係で、3階は軍令部関係の区画となっていた。海軍大臣の公式の記者会見は、大臣室の大テーブルを囲む形式で行われた。なお、日中戦争中に設置された社会部記者室に対しても黒潮会の向かいの部屋が供与され、人数の増加に応じて廊下にまで机を並べて取材に当たっていた。
海軍報道部が行うラジオ講演などについては、事前に原稿が黒潮会へ提供される慣行となっていた。ただ、日中戦争期には国策通信社の同盟通信社だけに情報が事前提供されることもあり、会員の反発を招いた。
黒潮会は軍政機関の海軍省の記者クラブであったことから、同じ海軍でも軍令部とは直接の結びつきが無かった。軍令部担当の記者クラブは存在しない。海軍大臣や海軍次官ら海軍省関係者が主たる取材対象だった。ただ、軍令部に対する取材を行うこともあり、海軍省と軍令部が対立した1930年（昭和5年）のロンドン海軍軍縮会議の際には、加藤寛治海軍軍令部長が黒潮会に対して記者会見を開いていたほか、第二次世界大戦期には大井篤や源田実ら軍令部員を招いてヨーロッパ方面の戦況解説を受けている。軍令部側でも黒潮会員の一部を呼んで懇親会を開くなど交流があった。
海軍との関係性は、新聞社・通信社あるいは記者ごとに違いがあり、記者が黒潮会会員であっても報道内容は異なった。毎日新聞社系の『大阪毎日新聞』『東京日日新聞』は、御用新聞と評されることもあるほど海軍に好意的で、特にロンドン海軍軍縮会議が問題となった時期には軍令部系統の艦隊派に親しい報道姿勢であった。毎日新聞の黒潮会員だった新名丈夫は、1944年（昭和19年）に陸海軍の航空機分配問題を背景に海軍寄りの記事を書いたことから、陸軍により懲罰召集を受ける竹槍事件に遭うも、海軍報道部の手配により海軍報道班員として保護されている。日中戦争中には、池田林儀を中心に『報知新聞』の黒潮会元会員などが報道部別室として軍広報に協力した。海軍内の派閥抗争に黒潮会員が利用されることもあり、1934年（昭和9年）には個人的に艦隊派と親しかった記者が、条約派に属する坂野常善軍事普及部委員長の「失言」を捏造する不祥事を起こしている。

## 加盟記者
黒潮会の会員は、創立から大部分の期間、政治部記者に限定されていた。政治部所属の著名な加盟記者としては、戦後に戦史家となった伊藤正徳、ワシントン海軍軍縮条約交渉時に戦艦「陸奥」の復活をスクープした緒方竹虎、青島の戦いで従軍記者として活躍した美土路昌一、記者会見の運営を巡って小林謙五海軍省副官を殴ったとも言われる細川隆元、加藤寛治海軍大将と親交があった久富達夫（後に情報局次長）らがいる。竹槍事件の新名丈夫や太平洋戦争開戦をスクープした後藤基治も政治部所属であるが、いずれも社会部から移籍してきた記者であった。
1941年に社会部記者の入会も認められてからは、各新聞社・通信社社会部の有力記者が加わった。倉光俊夫や戸川幸夫ら文学的才能に優れた記者も多く、戦況報道に活躍した。
黒潮会の正規会員を有する新聞社・通信社には、各社1個充てで会員バッジが配られていた。銅製で、ペンをかたどった黒色の本体に、金メッキの錨を付したデザインであった。